# Jaśki (Varmie-Mazurie)
Pour les articles homonymes, voir Jaśki.
Jaśki est un village polonais du district administratif d'Olecko, dans le powiat d'Olecko, voïvodie de Varmie-Mazurie, au nord-est du pays. 
Il est situé à environ 4 km au nord-ouest d'Olecko et à 132 km à l'est de la capitale régionale Olsztyn.

## Histoire
Jusqu'en 1945, Jaschken fait partie de l'arrondissement d'Oletzko (de 1933 à 1945 : arrondissement de Treuburg) dans le district de Gumbinnen de la province prussienne de Prusse-Orientale.